# Panesthia urbani
Panesthia urbani är en kackerlacksart som beskrevs av Roth, L. M. 1979. Panesthia urbani ingår i släktet Panesthia och familjen jättekackerlackor. Inga underarter finns listade i Catalogue of Life.